# Thomas L. Collins
Thomas L. Collins (* 1921; † 1996) war ein kanadischer Physiker, der sich mit Teilchenbeschleunigern beschäftigte.

## Leben
Collins studierte an der University of British Columbia, wo er 1942 seinen Masterabschluss machte und 1950 promoviert wurde. Er war ab Mitte der 1950er Jahre einer der Hauptarchitekten (mit Kenneth W. Robinson) des Cambridge Electron Accelerator (CEA) von Harvard University und Massachusetts Institute of Technology unter Leitung von M. Stanley Livingston (die Maschine war ein 6 GeV Elektronen-Speicherring und operierte von 1962 bis 1974). Ab 1968 bis zu seiner Pensionierung 1988 war er am Fermilab, wo er sowohl beim Aufbau der jeweiligen Beschleuniger als anerkannter Experte eine wichtige Rolle spielte als auch beim CDF Detektor des Tevatron. Collins war in verschiedenen Leitungskomitees des Labors und vertrat auch zeitweise den Direktor Robert R. Wilson. Da er eine Neigung zum Einzelgängertum hatte, stieg er allerdings nicht in oberste Führungspositionen auf.
1994 erhielt er den Robert R. Wilson Prize.